# Regata Bicentenario Velas Sudamérica 2010
La Regata Bicentenario Velas Sudamérica 2010 fue la primera edición de la regata internacional Velas Latinoamérica organizada por la Armada de Argentina y la Armada de Chile con motivo de la conmemoración del Bicentenario de ambos países. Comenzó el 31 de enero de 2010 en la ciudad brasileña de Río de Janeiro y culminó en la ciudad de Veracruz, México.

## Veleros participantes
| Número | Nombre                       | País           | Puerto              |
| ------ | ---------------------------- | -------------- | ------------------- |
| 1      | Capitán Miranda              | Uruguay        | Montevideo          |
| 2      | NVe Cisne Branco             | Brasil         | Río de Janeiro      |
| 3      | ARM Cuauhtémoc (BE-01)       | México         | Acapulco            |
| 4      | Esmeralda (BE-43)            | Chile          | Valparaíso          |
| 5      | Europa                       | Países Bajos   | La Haya             |
| 6      | ARC Gloria                   | Colombia       | Cartagena de Indias |
| 7      | BAE Guayas                   | Ecuador        | Guayaquil           |
| 8      | Juan Sebastián Elcano (A-71) | España         | Cádiz               |
| 9      | ARA Libertad (Q-2)           | Argentina      | Buenos Aires        |
| 10     | NRP Sagres                   | Portugal       | Lisboa              |
| 11     | ARBV Simón Bolívar (BE-11)   | Venezuela      | La Guaira           |
| 12     | USCGC Eagle (WIX-327)        | Estados Unidos |                     |

## Recorrido
El viaje empezó en Brasil y después de casi cinco meses terminó en México.
| Fecha            | Puerto              | País                 |
| ---------------- | ------------------- | -------------------- |
| 7 de febrero     | Río de Janeiro      | Brasil               |
| 22-26 de febrero | Mar de Plata        | Argentina            |
| 28-2 de marzo    | Montevideo          | Uruguay              |
| 4-9 de marzo     | Buenos Aires        | Argentina            |
| 18 de marzo      | Isla de los Estados | Argentina            |
| 20-23 de marzo   | Ushuaia             | Argentina            |
| 24 de marzo      | Cabo de Hornos      | Chile                |
| 27-30 de marzo   | Punta Arenas        | Chile                |
| 8-12 de abril    | Talcahuano          | Chile                |
| 15-20 de abril   | Valparaíso          | Chile                |
| 28-2 de mayo     | Callao              | Perú                 |
| 7-11 de mayo     | Guayaquil           | Ecuador              |
| 19-23 de mayo    | Cartagena de Indias | Colombia             |
| 29-2 de junio    | La Guaira           | Venezuela            |
| 6-9 de junio     | Santo Domingo       | República Dominicana |
| 23-28 de junio   | Veracruz            | México               |